# Barbara Hundegger
Barbara Hundegger (* 28. Mai 1963 in Hall in Tirol) ist eine österreichische Schriftstellerin.

## Leben
Nach dem Studium der Germanistik, Philosophie und Theaterwissenschaft in Innsbruck und Wien arbeitete sie bis 2002 als Korrektorin und Lektorin bei einer Tiroler Tageszeitung. Barbara Hundegger war Mitglied der Gründungsredaktion der Tiroler Straßenzeitung 20er (Zwanzger).
Seit Anfang der 1980er ist sie Teammitglied in zahlreichen feministischen Arbeitsgruppen und Projekten. Thematische Schwerpunkte sind unter anderem: Gen- und Reproduktionstechnologien, Homosexualität, Homophobie, sexualisierte Gewalt. Sie ist seit 1990 mit der Planung und Organisation von kulturpolitischen und literarischen Veranstaltungen in Österreich befasst.
Von 2006 bis 2018 war Barbara Hundegger unter dem Kürzel (bahu) Kolumnistin (bahus FÜHLbar DENKbar) der Spuren. Musikzeitung für Gegenwart der Klangspuren Schwaz.
Hundeggers Gedichtband [anich.atmosphären.atlas] wurde in die Lyrik-Empfehlungen 2020 der Deutschen Akademie für Sprache und Dichtung aufgenommen.
Barbara Hundegger lebt und arbeitet als freie Schriftstellerin in Innsbruck und ist Mitglied der Grazer Autorenversammlung.

## Werkbeschreibung
kein schluss bleibt auf der andern, 2004 – Das Theaterstück spielt im Stadtteil Wilten in Innsbruck, wo auf engstem Raum ein Kloster, ein Frauenhaus und ein Bordell angesiedelt sind. Die drei „Extrem-Frauen“ Nutte, Nonne, Lesbe treten im Stück in extrem-trivialen Situationen auf, sie hängen die Wäsche an die Leine, bauen IKEA-Regale zusammen oder machen am Laufsteg einen geordneten Auf- und Abtritt. Nutte, Nonne, Lesbe heißen auf der Bühne Gloria Gastl – geborene Roseneder, Elisabeth Ebenbichler – betende Amata und Patrizia Proxauf – vulgo Pat. Alle drei sind um die vierzig. Sie verwenden durchaus Klischeebilder, um sich über die sexuellen Wünsche der Männer, die Gebetsanleitungen im Kloster und dem verbalen Büroverkehr mit dem Frauenhaus Luft zu verschaffen. Durch eine leichte Drehung der Bedeutungen ergibt sich eine neue Realität des Bewusstseins.
Ein klassisch-griechischer Chor, aus dem lyrische und allgemein gültige Satzteile fließen, erklärt den Zusammenhang zwischen Kapital- und Lebenssicherung, singt von wahren Werten und sichtet die Glücksentwürfe.
desto leichter die mädchen und alles andre als das, 2002 – Diamanten können um einen mächtigen Hals oder Hals einer Mächtigen aufgefädelt sein, sie sind aber auch auf Schleifscheiben gepresst, mit denen diverse Werkstücke zusammen gefräst werden. Barbara Hundeggers Lyrik funktioniert ähnlich, die diamantenen Worte können zur Verzierung dienen oder zum Zusammenschleifen der Zustände. Bereits der Titel des Gedichtbandes ist nach diesem Konzept komponiert, die leichten Mädchen sind moralisch und gewichtsbezogen aufgerufen und stehen in einem Allerweltskontext, der als Komplementärmenge beschrieben wird, eben „alles andre als das“. Die sieben Unterabteilungen des Buches haben so mehrdeutige Titel wie „next stop wörgl als nächstes kein halt“, „frauenschichten“ oder „rolex“. Wenn man diese Kapitelüberschriften als durchgehende Meldung liest, entwickelt sich plötzlich aus der Armbanduhr Marke „rolex“ eine Rollende Landstraße, die soeben in Wörgl beladen wird. Und die „frauenschichten“ lesen sich wie geologische Verwerfungen, an denen sich so mancher Mann zu schaffen macht, wenn er das Schicksal einer Frau wie eine Gesteinsschicht unbeholfen abarbeitet.
Und in den Schwestern schlafen vergessene Dinge, 1998 – Die Kerngedichte des Bandes heißen „bett umstellt in dem ich nicht liege“. „rückspiegel rasend“, „Innsbruck lassen“, „aus den enden frost“. Darin verschwinden Frauen zu einem amorphen Gebilde zwischen Vororten. Die Gedichte sind hermetisch gegen den Leser gesichert, ständig wechseln die Codewörter für die Entschlüsselung, letztlich bleiben die Rätsel der Gedichte ungelöst.

## Auszeichnungen
- 1996 Kunstpreis der Stadt Innsbruck 2. Preis für Lyrik
- 1999 Reinhard-Priessnitz-Preis
- 2002 Kunstpreis der Stadt Innsbruck 1. Preis für Lyrik
- 1996 Kunstpreis der Stadt Innsbruck 1. Preis für Lyrik und 2. Preis für Dramatische Dichtung
- 2011 Outstanding Artist Award für Literatur
- 2014 Anton-Wildgans-Preis
- 2020 Tiroler Landespreis für Kunst[5] – dazu: Rede von Barbara Hundegger anlässlich der Kulturpreisverleihungen Tirol am 6.10.2021. In: blog.tki.at, 8. Oktober 2021
- 2021 Österreichischer Kunstpreis für Literatur[6]

## Werke
- und in den schwestern schlafen vergessene dinge. gedichte. Wieser-Verlag, Klagenfurt/Salzburg 1998, ISBN 3-85129-246-4.
- desto leichter die mädchen und alles andre als das. gedichte (= Reihe mitnichten. 4). Das fröhliche Wohnzimmer-Edition, Wien 2002, ISBN 3-900956-64-2.
- kein schluss bleibt auf der andern. nutte nonne lesbe – drei mal raten zählen bis drei. theatertext für drei frauen, beste freundin und frauenchor. Skarabaeus Verlag, Innsbruck/Bozen/Wien 2004, ISBN 3-7082-3174-0.
- rom sehen und. lyrik. Skarabaeus Verlag, Innsbruck/Bozen/Wien 2006, ISBN 3-7082-3181-3.
- schreibennichtschreiben. lyrik. Skarabaeus Verlag, Innsbruck/Bozen/Wien 2009, ISBN 978-3-7082-3275-1.
- wie ein mensch der umdreht geht. Dantes Läuterungen reloaded. Gedichte. Haymon-Verlag, Innsbruck/Wien 2014, ISBN 978-3-7099-7043-0.
- dein wörterkopfball kämpft mit wind. innsbruck university press, Innsbruck, 2018 (Innsbrucker Poetik-Vorlesungen 2)
- [anich.atmosphären.atlas]. Gedichte. Haymon-Verlag, Innsbruck/Wien 2019, ISBN 978-3-7099-3436-4.